# Danay Football Club
Le Danay FC est un club de football camerounais basé à Yagoua. Il dispute ses matchs à domicile au stade municipal de Yagoua. Son année de fondation est inconnue.

## Histoire
Le club évolue en première division lors de la saison 2008-2009. Il se classe 13e sur 14e, et se voit donc directement relégué en deuxième division.

## Palmarès
- Championnat du Cameroun de football de deuxième division : 1
  - Champion : 2008